# آندره کیم
آندره کیم (انگلیسی: André Kim؛ زادهٔ ۲۴ اوت ۱۹۳۵ – ۱۲ اوت ۲۰۱۰) طراح مد اهل کره جنوبی بود. او بیشتر به خاطر کالکشن لباس شب و عروسی خود شناخته می‌شود.

## زندگی‌نامه
آندره کیم در گویانگ، استان گیونگ‌گی، کره جنوبی با نام کیم بونگ نام زاده شد. کیم پسر کشاورزان روستایی بود و در دبیرستان هان‌یونگ تحصیل کرد و از مؤسسه طراحی مد کوک‌جه فارغ‌التحصیل شد.